# Individualisering
Individualisering betyder, at det enkelte individ er blevet tillagt en øget samfundsmæssig betydning – individet er kommet i centrum hvilket eksempelvis ses af forestillingen om menneskerettigheder. Men i senmoderniteten bruges begrebet oftest i forhold til den måde, hvor individet står alene med ansvaret for sig selv, sine handlinger, og hvad de fører med sig.
Ungdomsforskeren Noemi Katznelson skriver således i bogen "Ungdomsliv – mellem individualisering og standardisering" på side 39: 
"For de unge indebærer individualiseringen på den ene side en oplevelse af, at der samfundsmæssigt gives næsten grænseløse muligheder for at forme sin egen tilværelse og identitet gennem en lang række individuelle valg af fx uddannelse, arbejde, livsstil, forbrug og meget mere – og på den anden side den uomgængelighed eller ufrihed, der ligger i ikke at kunne fravælge eller frigøre sig fra alle disse muligheder og valg, samt at disse valg, når alt kommer til alt, for en del unge er begrænsede af deres situation, formåen, evner økonomi osv."
Individualisering betyder videre også, at familien i mange sammenhænge må tilpasse sig til den enkelte person. I familien bliver der koordineret og indgået kompromiser, for at en hverdag fungerer for alle, eftersom der skal være plads til individuel udfoldelse. Fra et individualistisk synspunkt bliver fællesskabet i familien en ramme for at kunne realisere sig selv. 
Jævnfør Zygmunt Bauman er "individualiseringen" det moderne samfunds varemærke, og "individualiseringen" må udføres på ny hver eneste dag. Dermed også forstået således, at det moderne samfund eksisterer i kraft af sin uophørlige individualiseringsaktivitet og den innovation som individualiseringen skaber. 
Ulrick Beck definerer individualisering som 
1. løsrivelse fra de historisk givne samfundsmæssige sammenhænge og bindinger, dvs fra de traditionelle former for herredømme og eksistenssikring;
2. tab af den traditionelle vished som eksempelvis sociale normer;
3. en ny form for social integration hvor individet er "fastsat" på arbejdsmarkedet for at kunne skabe sin identitet samt sikre sin overlevelse (eksistenssikring).[3]